# Ganzlin
Ganzlin è un comune del Meclemburgo-Pomerania Anteriore, in Germania. Nel 2014 ha inglobato il comune soppresso di Buchberg
Appartiene al circondario di Ludwigslust-Parchim ed è parte dell'Amt Plau am See.